# Uchū senkan Yamato: Nijū ginga no hōkai
Uchū senkan Yamato: Nijū ginga no hōkai (宇宙戦艦ヤマト二重銀河の崩壊?) è un videogioco per PlayStation 2 sviluppato e pubblicato dalla Bandai nel 1999, ed ispirato all'anime Star Blazers. Fa parte di una trilogia di videogiochi.